# İmren Aykut
Metin Emiroğlu, né en 1940, à Adana, est une femme politique turque.
Diplômée de la faculté d'économie de l'Université d'Istanbul en 1966. Entre 1969-1972, elle est secrétaire général du Syndicat des employeurs de l'industrie papetière turque (KASİSEN).
Membre, nommée par le conseil de la securité national (MGK), de l'Assemblée consultative (1982-1983). Entre 1983-1986 elle est membre du parti de la démocratie nationaliste (MDP). Elle devient membre du Parti de la mère patrie (ANAP) en 1986. Député d'Istanbul (1983-1995) et d'Adana (1995-1999), première femme ministre du travail et de la sécurité sociale (1987-1991), ministre d'État (1991 et 1996) et ministre de l'environnement (1997-1999). 
Elle était ministre à l'époque de la Grande Marche des Mineurs (1991)